# Giuseppe De'Longhi
Giuseppe De'Longhi (* 24. dubna 1939 Treviso, Itálie) je italský miliardář a podnikatel, prezident společnosti De'Longhi. Narodil se v italském Trevisu dne 24. dubna 1939.
V roce 1962 vystudoval ekonomii na Univerzitě Ca' Foscari v Benátkách a následujícího roku nastoupil vojenskou službu. V roce 1964 koupil se svým otcem od jeho strýce akcie rodinné společnosti a v roce 1965 začal pracovat v tomto rodinném podniku, který vyráběl komponenty pro olejové radiátory, kamna na dřevo a také nastřikovací čerpadla síranu měďnatého pro poměďování šroubů. V roce 1974 založil společnost Radel S.p.A., která vyráběla první výrobky pod svou značkou, olejové radiátory.
V roce 2020 měl dle odhadu magazínu Forbes čisté jmění 3,1 miliardy $.
Je ženatý, má dvě děti a žije v italském Trevisu. Jeho syn, Fabio De'Longhi, byl do roku 2020 CEO společnosti De'Longhi a je také jejím viceprezidentem.